# Crocidura obscurior
Crocidura obscurior és una espècie de musaranya que viu a Ghana, Costa d'Ivori, Guinea, Nigèria i Sierra Leone.